# Rhamnus koraiensis
Rhamnus koraiensis är en brakvedsväxtart som beskrevs av Camillo Karl Schneider. Rhamnus koraiensis ingår i släktet getaplar, och familjen brakvedsväxter. Inga underarter finns listade i Catalogue of Life.